# عالی پنیک
عالی پینک، روستایی از توابع بخش مرکزی شهرستان دهگلان در استان کردستان ایران است.

## جمعیت
این روستا در دهستان قوری چای قرار دارد و براساس سرشماری مرکز آمار ایران در سال ۱۳۸۵، جمعیت آن ۶۵۹ نفر (۱۴۸خانوار) بوده‌است.

## توضیحات
دهی است از دهستان ییلاق بخش حومهٔ شهرستان سنندج، واقع در ۲۸ هزارگزی شمال خاوری سنندج، و ۱۰ هزارگزی خاور شوسهٔ سنندج به دیواندره. در دامنه واقع و سردسیر است. سکنهٔ آن ۶۳۵ تن سنی هستند که به کردی سخن می‌گویند. آب آن از چشمه و محصول آن غلات و شغل مردم زراعت و گله داری است. راه مالرو دارد. صنایع دستی زنان قالیچه، جاجیم و گلیم بافی است. (از فرهنگ جغرافیایی ایران ج 5)